# Titanomyrma
Titanomyrma era un género de hormigas fósiles gigantes. La última especie en ser descubierta, T. lubei, fue descrita en 2011, cuando se descubrió en Wyoming, Estados Unidos un fósil de una hormiga reina alada de 49,5 millones de años de antigüedad del tamaño de un colibrí. El fósil es el primer cuerpo de una hormiga encontrado en el hemisferio occidental. La presencia de Titanomyrma en América del Norte es considerada una indicación del "primer dispersamiento a través del Ártico por parte de un grupo de insectos termofílicos". Otro fósil del género, T. giganteum, es tanto el fósil como la especie existente de hormigas gigantes más grande del mundo.

## Descubrimiento

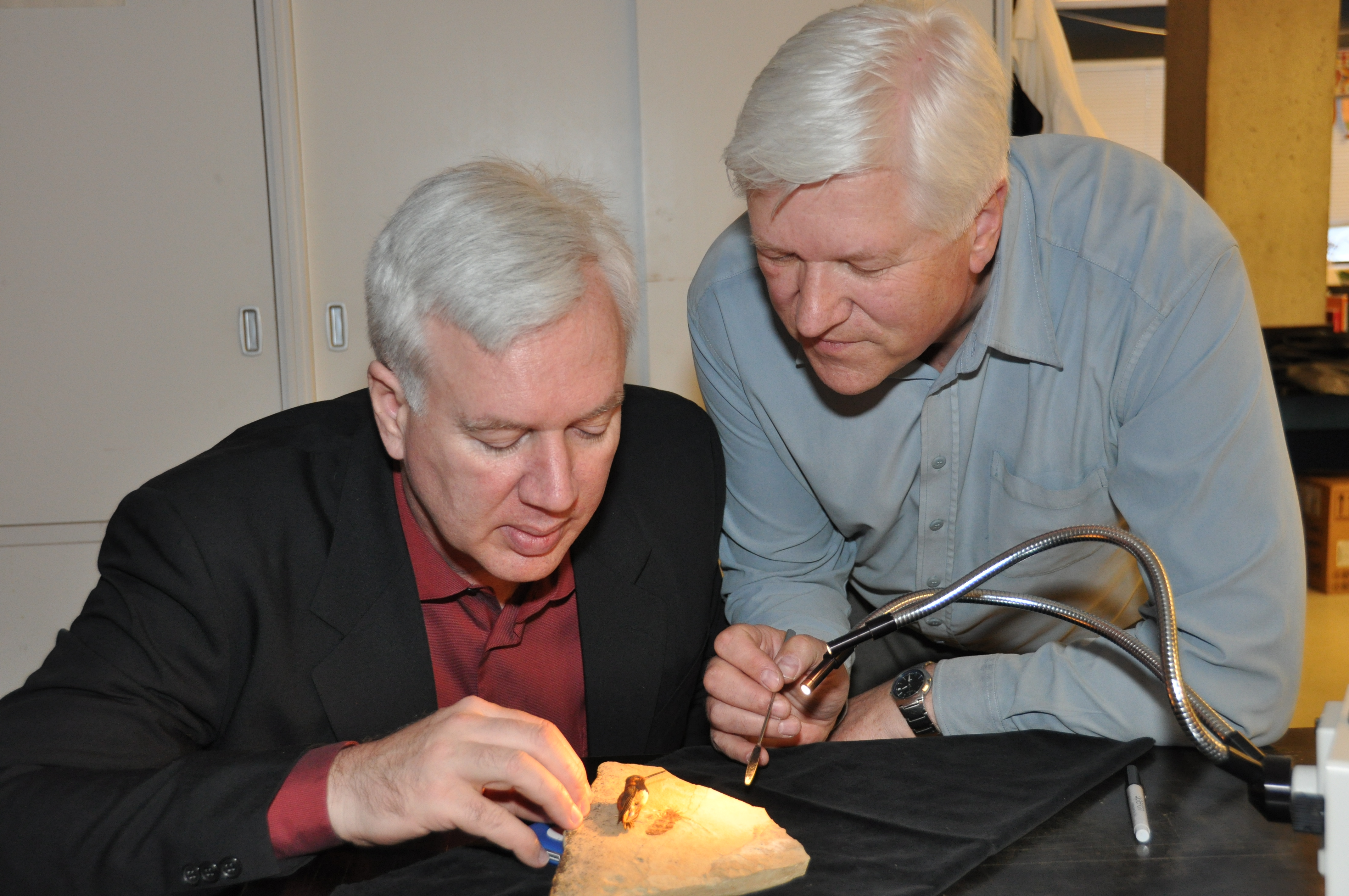
Bruce Archibald y Rolf Mathewes examinando a T. lubei

El fósil de la hormiga Titanomyrma lubei fue descubierto en los sedimentos de un antiguo lago; en un holotipo recolectado por Louis Lube en el Condado de Sweetwater en Wyoming, Estados Unidos, y donada al Museo de Ciencia y Naturaleza de Denver.
El fósil formaba parte de una colección del Museo de Ciencia y Naturaleza de Denver y fue descubierto por Bruce Archibald y el coautor y curador en jefe del museo Kirk R. Johnson mientras  revisaban casualmente el almacén. El fósil consiste sólo en la hormiga reina y no se han encontrado fósiles de las obreras. Con el descubrimiento de Titanomyrma lubei y la descripción del género, dos otras especies de hormigas gigantes, Formicium giganteum y Formicium simillimum, fueron reclasificadas bajo este género.
Fósiles de Titanomyrma giganteum y Titanomyrma simillium perfectamente preservados fueron descubiertos en las pizarras de Messel,  cerca de la aldea de Messel, en el estado de Hesse, 30 km al sur de Fráncfort del Meno en Alemania. Una especie relacionada ha sido encontrada cerca de Eckfeld Maar.

## Etimología
El nombre del género es una derivación del griego Τιτάν (Titan), que significa "de tamaño, fuerza o logros prodigiosos" y en alusión a los titanes de la mitología griega; y la palabra griega μύρμηξ (myrmex), que significa "hormiga" en femenino. El nombre específico de la nueva especie viene del nombre de la persona que encontró el holotipo, Louis Lube.

## Taxonomía
Archibald et al erigieron el género Titanomyrma en 2011, describiendo la especie Titanomyrma lubei y proponiendo dos nuevas combinaciones, T. giganteum (anteriormente Formicium giganteum Lutz, 1986) y T. simillimum (anteriormente F. simillimum Lutz, 1986). T. giganteum ha sido designada como la especie tipo para el género.
El género Titanomyrma se diferencia de otros en la familia por la forma del gáster, la cual es variable. En las tres especies incluidas en el género, el gáster puede tomar una forma ovalada hasta una forma más delgada o cilíndrica. El grosor del segmento abdominal A5 relativo a otros segmentos del gáster es variable al igual que las longitudes relativas de los segmentos A3-A7.
Las reinas de los tres Titanomyrma pueden ser distinguidas de aquellas de otros géneros fácilmente por las característiscas del gáster. Los gásters en Titanomyrma son más delgados. Entre las tres especies de Titanomyrma, la relación entre el largo y el ancho de las reinas de las tres especies es la siguiente, T. lubei - 2.14, T giganteum  - 1.40, y T. simillimum - 1.50. La parte media de T. lubei es más o menos cilíndrica, mientras que la de las otras especies de Titanomyrma es ovalada, con el segmento A5 siendo el más ancho. El segmento A3 tiene una longitud de aproximadamente un cuarto de su ancho, mientras que para otras especies es de aproximadamente un tercio. El segmento A4 es tres veces más largo que el segmento A3, mientras que el segmento A4 en otras especies es menos de dos veces más largo. El segmento A5-6 de T. lubei tiene aproximadamente la mitad de la longitud de su ancho, mientras que para otras especies esta relación es de un tercio del largo. A3 no es curvo alrededor de la unión en el pecíolo.
Titanomyrma giganteum es la hormiga más grande jamás encontrada, más grande que las hormigas modernas más grandes, las hormigas cubanas del género Dorylus, que se pueden encontrar en África Central y Oriental. Los fósiles indican que los machos crecían hasta 3 cm y las reinas hasta 6 cm. Las alas extendidas llegaban a medir aproximadamente 15 cm.

## Implicaciones Paleo-ecológicas

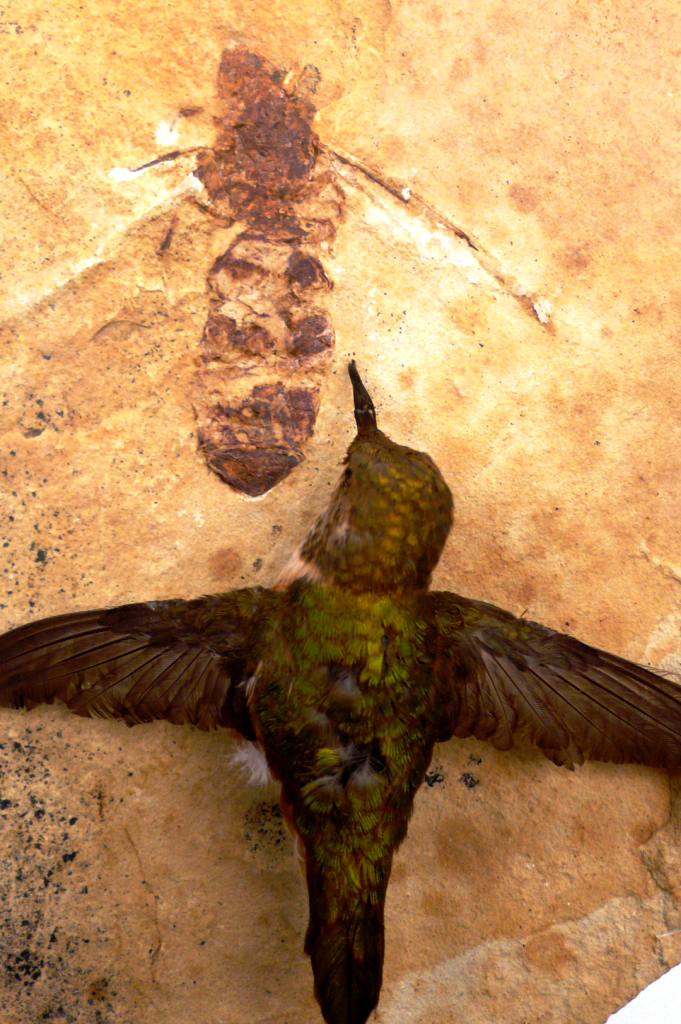
Comparación de T. lubei y un colibrí con sus alas extendidas.

Los fósiles de Titanomyrma giganteum, el primero del género en ser descubierto, están muy bien preservados. Estos muestran que T. giganteum no poseía aguijón y no tenía un mecanismo de cierre en su buche. Se supone que como método de defensa haya rociado ácido fórmico, y su dieta consistía en comida fresca, como cortes de hojas, o era carnívoro. Sus parientes modernos incluyen a las hormigas cubanas y Titanomyrma puede que haya sido una especie precursora de ésta que posiblemente llevaba un estilo de vida de saqueo y masacre de animales grandes.
Titanomyrma lubei está relacionada con otros fósiles de hormigas gigantes encontrados anteriormente en Alemania y en la Isla de Wight al sur de Inglaterra que datan del mismo periodo. Es el primer fósil de hormiga gigante completo de América del Norte; anterior evidencia de que había hormigas gigantes en Norteamérica en el Eoceno incluye un ala de hormiga de Tennessee. Es un ejemplo temprano, en las regiones templadas del hemisferio norte, de fauna y flora tropicales, como los precursores de hipopótamos, plancton y polen tropical de palmeras. Titanomyrma lubei viene a apoyar la idea de que durante el Eoceno (56 a 34 millones de años), existieron condiciones tales como puente de tierra y periodos calientes que permitieron que antiguos insectos amantes del calor y otras formas de vida de Europa se esparcieran por América del Norte o viceversa, lo cual no hubiese sido posible si la temperatura hubiese sido uniforme y constantemente fría.